# 大隅智子

大隅 智子（おおすみ ともこ、1972年12月28日 - ）は、ウェザーマップ所属の気象予報士、防災士。

## 経歴
広島県広島市出身。広島市立舟入高等学校、フェリス女学院大学卒業。1年間の広告代理店勤務を経てNHK松山放送局で契約キャスター、北陸放送でアナウンサーとして活動したほか、BSニュース50のキャスターを務めた。2006年に気象予報士資格を取得後、NHK名古屋放送局、広島テレビ放送、NHK盛岡放送局、NHK広島放送局で気象キャスターとして活動している。また、2023年5月から広島県「みんなで減災」推進大使として活動をしている。

## 趣味・嗜好
- ヨガ（全米ヨガアライアンス200時間終了）、ヨガインストラクター、登山、マラソン[4]。

## 現在の出演番組
- お好みワイドひろしま（NHK広島、気象キャスター 2023年4月3日 - ）
- お好み845（NHK広島、気象キャスター 2023年4月3日 - ）
- ニュースちゅうごく645（NHK広島、気象キャスター、2023年12月28日）

## 過去の出演番組
- イブニングえひめ（NHK松山）
- おはよう四国（NHK松山）
- BSニュース50（NHK BS1）
- NHKニュースおはよう東海気象情報（NHK名古屋 2007年4月 - 2009年3月27日）

※なお、大隅が休暇の時は寺尾直樹が担当していた。
- ほっとイブニング（NHK名古屋 2009年3月30日 - 2010年3月26日、気象情報および隔週放送の「教室訪問」レポートを担当）
- テレビ派（広島テレビ：天気担当 2011年4月4日 - 2017年3月）
- おばんですいわて（NHK盛岡、気象キャスター 2017年4月 - 2023年3月31日）